# Tannhorn
Tannhorn är en bergstopp i Schweiz.   Den ligger i distriktet Interlaken-Oberhasli och kantonen Bern, i den centrala delen av landet, 50 km öster om huvudstaden Bern. Toppen på Tannhorn är 2 221 meter över havet, eller 246 meter över den omgivande terrängen. Bredden vid basen är 3,7 km.
Terrängen runt Tannhorn är bergig åt sydost, men åt nordväst är den kuperad. Närmaste större samhälle är Interlaken, 13,5 km sydväst om Tannhorn. 
Trakten runt Tannhorn består i huvudsak av gräsmarker. Runt Tannhorn är det ganska tätbefolkat, med 54 invånare per kvadratkilometer.